# Grébault-Mesnil
Grébault-Mesnil [ɡʁebo menil] est une commune française située dans le département de la Somme, en région Hauts-de-France.
Depuis le 29 juillet 2020, la commune fait partie du parc naturel régional Baie de Somme - Picardie maritime.

## Géographie

### Localisation
Grébault-Mesnil est un village picard du Vimeu.
À vol d'oiseau, la commune est située à 8 km au nord-ouest de Oisemont, 9 km au sud-est de Feuquières-en-Vimeu, 12 km au sud-ouest d'Abbeville et à 44 km au nord-ouest d'Amiens.
Le territoire de la commune est limitrophe de ceux de cinq communes.
Les communes limitrophes sont Ercourt, Huppy, Martainneville, Saint-Maxent et Tours-en-Vimeu.

### Hydrographie
La commune est traversée par la ligne de partage des eaux entre les bassins hydrographiques Artois-Picardie et Seine-Normandie. Elle n'est drainée par aucun cours d'eau.

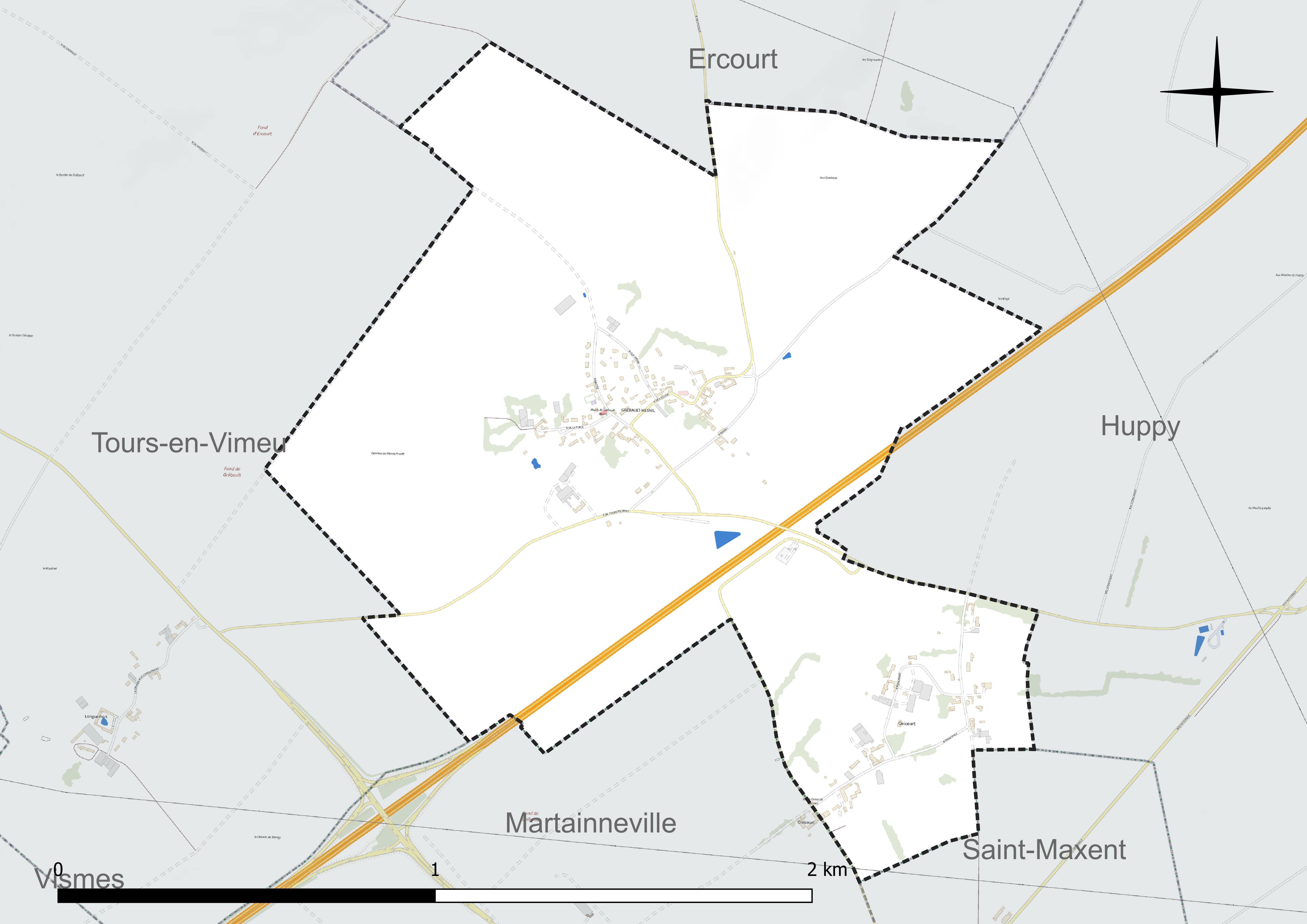
Réseau hydrographique de Grébault-Mesnil.

### Climat
Pour des articles plus généraux, voir Climat des Hauts-de-France et Climat de la Somme.
En 2010, le climat de la commune est de type climat océanique franc, selon une étude du CNRS s'appuyant sur une série de données couvrant la période 1971-2000. En 2020, Météo-France publie une typologie des climats de la France métropolitaine dans laquelle la commune est exposée à un climat océanique et est dans la région climatique Côtes de la Manche orientale, caractérisée par un faible ensoleillement (1 550 h/an) ; forte humidité de l'air (plus de 20 h/jour avec humidité relative > 80 % en hiver), vents forts fréquents.
Pour la période 1971-2000, la température annuelle moyenne est de 10,3 °C, avec une amplitude thermique annuelle de 13,3 °C. Le cumul annuel moyen de précipitations est de 848 mm, avec 12,5 jours de précipitations en janvier et 8,4 jours en juillet. Pour la période 1991-2020, la température moyenne annuelle observée sur la station météorologique la plus proche, située sur la commune d'Oisemont à 8 km à vol d'oiseau, est de 11,1 °C et le cumul annuel moyen de précipitations est de 801,4 mm,. Pour l'avenir, les paramètres climatiques de la commune estimés pour 2050 selon différents scénarios d'émission de gaz à effet de serre sont consultables sur un site dédié publié par Météo-France en novembre 2022.

## Urbanisme

### Typologie
Au 1er janvier 2024, Grébault-Mesnil est catégorisée commune rurale à habitat dispersé, selon la nouvelle grille communale de densité à sept niveaux définie par l'Insee en 2022.
Elle est située hors unité urbaine. Par ailleurs la commune fait partie de l'aire d'attraction d'Abbeville, dont elle est une commune de la couronne,. Cette aire, qui regroupe 73 communes, est catégorisée dans les aires de 50 000 à moins de 200 000 habitants,.

### Occupation des sols
L'occupation des sols de la commune, telle qu'elle ressort de la base de données européenne d'occupation biophysique des sols Corine Land Cover (CLC), est marquée par l'importance des territoires agricoles (100 % en 2018), une proportion identique à celle de 1990 (100 %). La répartition détaillée en 2018 est la suivante : 
terres arables (73,1 %), zones agricoles hétérogènes (13,9 %), prairies (13,1 %). L'évolution de l'occupation des sols de la commune et de ses infrastructures peut être observée sur les différentes représentations cartographiques du territoire : la carte de Cassini (XVIIIe siècle), la carte d'état-major (1820-1866) et les cartes ou photos aériennes de l'IGN pour la période actuelle (1950 à aujourd'hui).

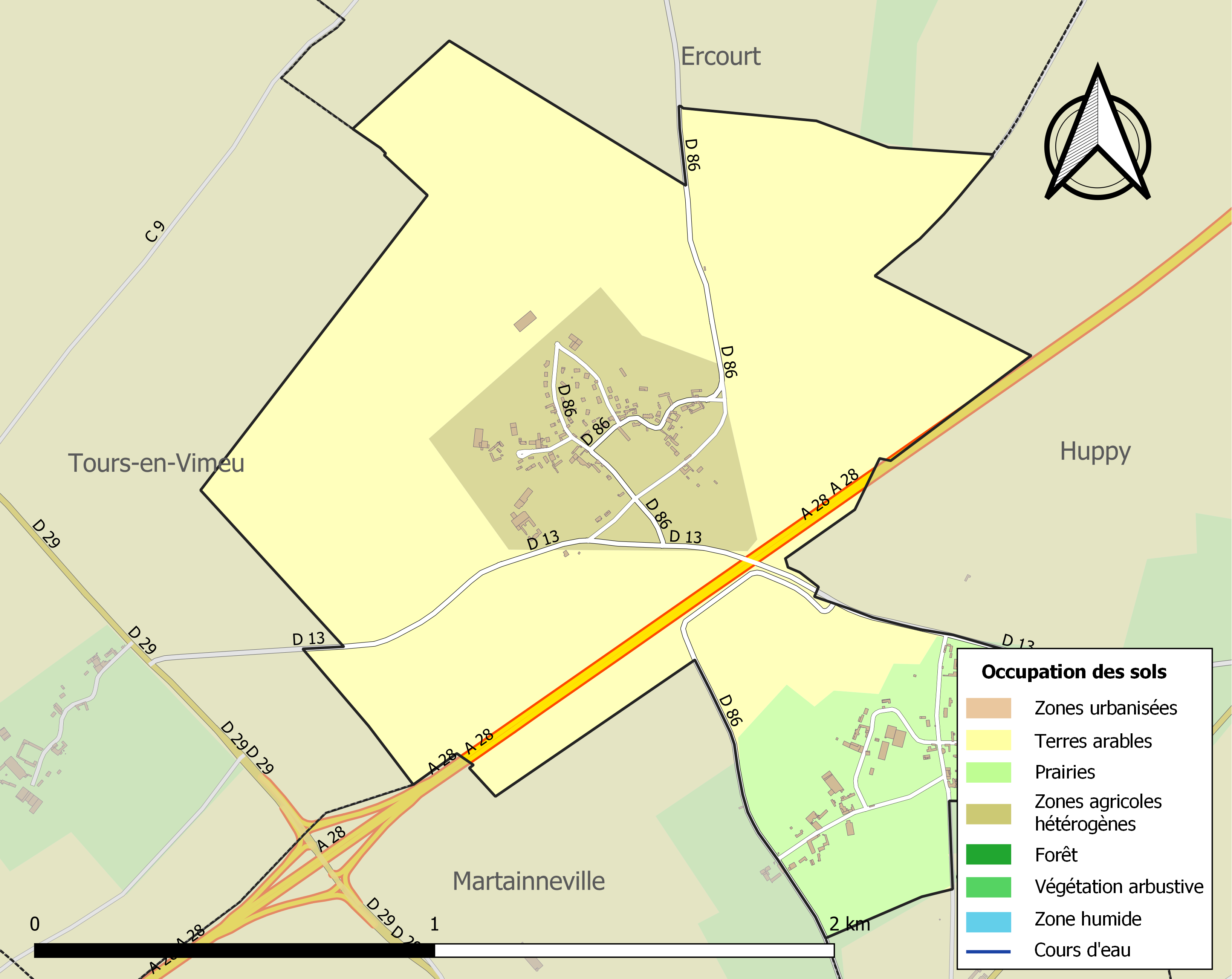
Carte des infrastructures et de l'occupation des sols de la commune en 2018 (CLC).

### Lieux-dits, hameaux et écarts
Grébault-Mesnil comporte un hameau, Onicourt, auquel il est relié par un pont au-dessus de l'autoroute A28.

### Habitat et logement
En 2018, le nombre total de logements dans la commune était de 92, alors qu'il était de 91 en 2013 et de 69 en 2008.
Parmi ces logements, 90,9 % étaient des résidences principales, 2,6 % des résidences secondaires et 6,5 % des logements vacants. Ces logements étaient pour 95,5 % d'entre eux des maisons individuelles et pour 4,5 % des appartements.
Le tableau ci-dessous présente la typologie des logements à Grébault-Mesnil en 2018 en comparaison avec celle de la Somme et de la France entière. Une caractéristique marquante du parc de logements est ainsi une proportion de résidences secondaires et logements occasionnels (2,6 %) inférieure à celle du département (8,3 %) mais supérieure à celle de la France entière (9,7 %). Concernant le statut d'occupation de ces logements, 67,9 % des habitants de la commune sont propriétaires de leur logement (71,6 % en 2013), contre 60,3 % pour la Somme et 57,5 pour la France entière.
| Typologie                                               | Grébault-Mesnil | Somme | France entière |
| ------------------------------------------------------- | --------------- | ----- | -------------- |
| Résidences principales (en %)                           | 90,9            | 83,3  | 82,1           |
| Résidences secondaires et logements occasionnels (en %) | 2,6             | 8,3   | 9,7            |
| Logements vacants (en %)                                | 6,5             | 8,4   | 8,2            |

### Voies de communication et transports
La localité est desservie en 2019  par la ligne d'autocars no 21 (Vismes - Abbeville)  du réseau Trans'80, Hauts-de-France, les jours du marché d'Abbeville, le mercredi et le samedi.

## Toponymie
Différentes formes du nom du village sont relevées au cours des siècles : Grebert-Maisnil en 1226 ; Gribaumesnil en 1384 ; Grebert maigny en 1433 ; Grebeau-Mesnil en 1596 ; Grebaut en 1638 ; Grebaimesnil en 1646 ; Grebs-Mesnil en 1648 ; Grebault en 1695 ; Grebau en 1657 ; Gribaut en 1681 ; Grébaumesnil en 1692 ; Grebaut-Mesnil en 1733 ; Grebeau-misnil en 1753 ; Grebau-Misnil en 1763 ; Grebeaumesnil en 1764 ; Grebaulmesnil en 1766 ; Grebault en 1778 ; Grebaumesnil, Grebaumaisnil, Grebermesnil, Gerbermaisnil, Grebesmenil… ; Grébault-mesnil en 1850.
Il s'agit d'une formation toponymique médiévale en -mesnil « domaine rural » précédé du nom de personne germanique Grebert remplacé plus tardivement par Gribault, autre nom de personne germanique par confusion de suffixe.
Mesnil est un appellatif toponymique très répandu dans le nord de France. Le bas latin a créé mansionile, comprendre gallo-roman MASIONILE, diminutif de mansionem « demeure, habitation, maison » (> maison). Devenu en français médiéval maisnil,mesnil « maison avec terrain ».

## Histoire
En 1227, Josson de Grébaumesnil "prit en fief et hommage de Hugues de Brimeu, chevalier, les dons et le terrage de Grébault-Mesnil, moyennant sept sétiers de blés..." .
La seigneurie faisait partie du bailliage d'Abbeville et relevait de celle de Saint-Maxent.
La cure était à la collation du prieur de Canchy.

## Politique et administration

### Tendances politiques et résultats
Sources : politologue.com ; ouest-france.fr ; lexpress.fr ; politiquemania.com ; Ministère de l'Intérieur

#### Élection présidentielle

##### 1ertour
| Année | Candidat | Candidat              | Candidat | Candidat | Candidat                 | Candidat | Candidat | Candidat               | Candidat | Population                |
| ----- | -------- | --------------------- | -------- | -------- | ------------------------ | -------- | -------- | ---------------------- | -------- | ------------------------- |
| 1995  |          | Jacques Chirac RPR    | 39,56 %  |          | Philippe de Villiers MPF | 15,38 %  |          | Édouard Balladur UDF   | 14,29 %  | 104 inscrits 91 exprimés  |
| 2002  |          | Jean Saint-Josse CPNT | 35,63 %  |          | Jean-Marie Le Pen FN     | 18,39 %  |          | Jacques Chirac RPR     | 17,24 %  | 104 inscrits 87 exprimés  |
| 2007  |          | Nicolas Sarkozy UMP   | 25,6 %   |          | Jean-Marie Le Pen FN     | 23,2 %   |          | Ségolène Royal PS      | 12,8 %   | 141 inscrits 125 exprimés |
| 2012  |          | Marine Le Pen FN      | 44,29 %  |          | Nicolas Sarkozy UMP      | 28,57 %  |          | Jean-Luc Mélenchon FG  | 8,57 %   | 168 inscrits 140 exprimés |
| 2017  |          | Marine Le Pen FN      | 48,72 %  |          | François Fillon LR       | 19,66 %  |          | Jean-Luc Mélenchon LFI | 10,26 %  | 152 inscrits 117 exprimés |
| 2022  |          | Marine Le Pen RN      | 45 %     |          | Emmanuel Macron LREM     | 20,45 %  |          | Jean-Luc Mélenchon LFI | 12,27 %  | 281 inscrits 220 exprimés |

##### 2dtour
| Année | Candidat | Candidat            | Candidat | Candidat | Candidat             | Candidat | Population                |
| ----- | -------- | ------------------- | -------- | -------- | -------------------- | -------- | ------------------------- |
| 1995  |          | Jacques Chirac RPR  | 77,01 %  |          | Lionel Jospin PS     | 22,99 %  | 104 inscrits 87 exprimés  |
| 2002  |          | Jacques Chirac RPR  | 70 %     |          | Jean-Marie Le Pen FN | 30 %     | 104 inscrits 80 exprimés  |
| 2007  |          | Nicolas Sarkozy UMP | 62,99 %  |          | Ségolène Royal PS    | 37,01 %  | 141 inscrits 127 exprimés |
| 2012  |          | Nicolas Sarkozy UMP | 58,4 %   |          | François Hollande PS | 41,6 %   | 168 inscrits 125 exprimés |
| 2017  |          | Marine Le Pen FN    | 67,23 %  |          | Emmanuel Macron EM   | 32,77 %  | 152 inscrits 119 exprimés |
| 2022  |          | Marine Le Pen RN    | 68,37 %  |          | Emmanuel Macron LREM | 31,63 %  | 136 inscrits 98 exprimés  |

#### Élections législatives

##### 1ertour
| Année | Candidat | Candidat            | Candidat | Candidat | Candidat           | Candidat | Candidat | Candidat               | Candidat | Population                |
| ----- | -------- | ------------------- | -------- | -------- | ------------------ | -------- | -------- | ---------------------- | -------- | ------------------------- |
| 1997  |          | Jérôme Bignon RPR   | 62,5 %   |          | Vincent Peillon PS | 13,89 %  |          | Claude Dauby FN        | 9,72 %   | 103 inscrits 72 exprimés  |
| 2002  |          | Nicolas Lottin CPNT | 37,5 %   |          | Jérôme Bignon UMP  | 23,86 %  |          | Vincent Peillon PS     | 20,45 %  | 104 inscrits 88 exprimés  |
| 2007  |          | Jérôme Bignon UMP   | 50 %     |          | Vincent Peillon PS | 13,46 %  |          | Nathalie Huiart CPNT   | 12,5 %   | 142 inscrits 104 exprimés |
| 2012  |          | Jérôme Bignon UMP   | 38,71 %  |          | Nathalie Huiart FN | 32,26 %  |          | Jean-Claude Buisine PS | 15,05 %  | 168 inscrits 93 exprimés  |
| 2017  |          | Patricia Chagnon FN | 37,68 %  |          | Emmanuel Maquet LR | 24,64 %  |          | Bruno Mariage LREM     | 20,29 %  | 151 inscrits 69 exprimés  |
| 2022  |          | Nicolas Lottin RN   | 39,13 %  |          | Emmanuel Maquet LR | 36,23 %  |          | François Miramont REC  | 7,25 %   | 141 inscrits 69 exprimés  |

##### 2dtour
| Année | Candidat | Candidat           | Candidat | Candidat | Candidat               | Candidat | Population                |
| ----- | -------- | ------------------ | -------- | -------- | ---------------------- | -------- | ------------------------- |
| 1997  |          | Jérôme Bignon RPR  | 76,92 %  |          | Vincent Peillon PS     | 23,08 %  | 103 inscrits 91 exprimés  |
| 2002  |          | Jérôme Bignon UMP  | 62,96 %  |          | Vincent Peillon PS     | 37,04 %  | 104 inscrits 81 exprimés  |
| 2007  |          | Jérôme Bignon UMP  | 72,82 %  |          | Vincent Peillon PS     | 27,18 %  | 142 inscrits 103 exprimés |
| 2012  |          | Jérôme Bignon UMP  | 64,52 %  |          | Jean-Claude Buisine PS | 35,48 %  | 168 inscrits 93 exprimés  |
| 2017  |          | Emmanuel Maquet LR | 70 %     |          | Bruno Mariage LREM     | 30 %     | 151 inscrits 50 exprimés  |
| 2022  |          | Nicolas Lottin RN  | 55,22 %  |          | Emmanuel Maquet LR     | 44,78 %  | 140 inscrits 67 exprimés  |

#### Élections européennes
| Année | Candidat | Candidat                 | Candidat | Candidat | Candidat                 | Candidat | Candidat | Candidat                  | Candidat | Population               |
| ----- | -------- | ------------------------ | -------- | -------- | ------------------------ | -------- | -------- | ------------------------- | -------- | ------------------------ |
| 1999  |          | Jean Saint-Josse CPNT    | 71,64 %  |          | Charles Pasqua RPF       | 13,43 %  |          | Jean-Marie Le Pen FN      | 4,48 %   | 92 inscrits 67 exprimés  |
| 2004  |          | Yves Butel MPF           | 25,45 %  |          | Henri Weber PS           | 21,82 %  |          | Jean-Louis Bourlanges UDF | 10,91 %  | 117 inscrits 55 exprimés |
| 2009  |          | Frédéric Nihous CPNT-MPF | 36,76 %  |          | Dominique Riquet UMP     | 13,24 %  |          | Marine Le Pen FN          | 10,29 %  | 157 inscrits 68 exprimés |
| 2014  |          | Marine Le Pen FN         | 49,35 %  |          | Jean-Philippe Tanguy DLF | 18,18 %  |          | André-Paul Leclercq DVD   | 10,39 %  | 165 inscrits 77 exprimés |
| 2019  |          | Jordan Bardella RN       | 44,78 %  |          | Nathalie Loiseau LREM    | 16,42 %  |          | Nicolas Dupont-Aignan DLF | 11,94 %  | 142 inscrits 67 exprimés |

#### Élections régionales

##### 1ertour
| Année | Candidat | Candidat             | Candidat | Candidat | Candidat           | Candidat | Candidat | Candidat                                                   | Candidat | Population                |
| ----- | -------- | -------------------- | -------- | -------- | ------------------ | -------- | -------- | ---------------------------------------------------------- | -------- | ------------------------- |
| 2004  |          | Gilles de Robien UDF | 45 %     |          | Michel Guiniot FN  | 23,75 %  |          | Claude Gewerc PS                                           | 15 %     | 117 inscrits 80 exprimés  |
| 2010  |          | Caroline Cayeux UMP  | 30 %     |          | Michel Guiniot FN  | 26,67 %  |          | Maxime Gremetz Colère et espoir (C&E, communistes picards) | 13,33 %  | 158 inscrits 60 exprimés  |
| 2015  |          | Marine Le Pen FN     | 66,34 %  |          | Xavier Bertrand LR | 17,82 %  |          | Pierre de Saintignon PS                                    | 4,95 %   | 171 inscrits 101 exprimés |
| 2021  |          | Xavier Bertrand DVD  | 57,14 %  |          | Sébastien Chenu RN | 26,53 %  |          | Laurent Pietraszewski LREM                                 | 8,16 %   | 147 inscrits 49 exprimés  |

##### 2dtour
| Année | Candidat | Candidat             | Candidat | Candidat | Candidat           | Candidat | Candidat        | Candidat          | Candidat        | Population                |
| ----- | -------- | -------------------- | -------- | -------- | ------------------ | -------- | --------------- | ----------------- | --------------- | ------------------------- |
| 2004  |          | Gilles de Robien UDF | 57,14 %  |          | Claude Gewerc PS   | 27,27 %  |                 | Michel Guiniot FN | 15,58 %         | 117 inscrits 77 exprimés  |
| 2010  |          | Caroline Cayeux UMP  | 40,91 %  |          | Claude Gewerc PS   | 30,3 %   |                 | Michel Guiniot FN | 28,79 %         | 158 inscrits 66 exprimés  |
| 2015  |          | Marine Le Pen FN     | 66,67 %  |          | Xavier Bertrand LR | 33,33 %  | Pas de candidat | Pas de candidat   | Pas de candidat | 171 inscrits 108 exprimés |
| 2021  |          | Xavier Bertrand DVD  | 65,91 %  |          | Sébastien Chenu RN | 27,27 %  |                 | Karima Delli EELV | 6,82 %          | 147 inscrits 44 exprimés  |

#### Élections cantonales puis départementales

##### 1ertour
| Année | Candidat | Candidat                                           | Candidat | Candidat | Candidat                                           | Candidat | Candidat | Candidat                           | Candidat | Population               |
| ----- | -------- | -------------------------------------------------- | -------- | -------- | -------------------------------------------------- | -------- | -------- | ---------------------------------- | -------- | ------------------------ |
| 2004  |          | Hubert Séré DVD                                    | 39,33 %  |          | Brigitte Firmin UMP                                | 22,47 %  |          | Liliane Lefort FN                  | 13,48 %  | 117 inscrits 89 exprimés |
| 2011  |          | Christian Mandosse FN                              | 43,14 %  |          | Daniel Leborgne UMP                                | 29,41 %  |          | Bernard Davergne PS                | 21,57 %  | 158 inscrits 51 exprimés |
| 2015  |          | Martine Déroletz Matthieu Marchio FN               | 56,32 %  |          | Stéphane Haussoulier Sabrina Holleville-Milhat UMP | 28,74 %  |          | Pascal Demarthe Nathalie Poilly PS | 8,05 %   | 168 inscrits 87 exprimés |
| 2021  |          | Stéphane Haussoulier Sabrina Holleville-Milhat DVD | 56,52 %  |          | Chantal Lemaire Nicolas Lottin RN                  | 32,61 %  |          | Aurélien Coupel Mélanie Rocroy DVG | 10,87 %  | 147 inscrits 46 exprimés |

##### 2dtour
| Année | Candidat | Candidat                                           | Candidat | Candidat | Candidat                                           | Candidat | Population               |
| ----- | -------- | -------------------------------------------------- | -------- | -------- | -------------------------------------------------- | -------- | ------------------------ |
| 2004  |          | Brigitte Firmin UMP                                | 65,38 %  |          | Philippe Arcillon PS                               | 34,62 %  | 117 inscrits 78 exprimés |
| 2011  |          | Christian Mandosse FN                              | 62,5 %   |          | Bernard Davergne PS                                | 37,5 %   | 158 inscrits 48 exprimés |
| 2015  |          | Martine Déroletz Matthieu Marchio FN               | 50,54 %  |          | Stéphane Haussoulier Sabrina Holleville-Milhat UMP | 49,46 %  | 168 inscrits 93 exprimés |
| 2021  |          | Stéphane Haussoulier Sabrina Holleville-Milhat DVD | 65,85 %  |          | Chantal Lemaire Nicolas Lottin RN                  | 34,15 %  | 147 inscrits 41 exprimés |

### Liste des maires
| Période                                  | Période                       | Identité             | Étiquette | Qualité                                |
| ---------------------------------------- | ----------------------------- | -------------------- | --------- | -------------------------------------- |
| en cours 1791                            |                               | Louis Modeste Pruvot |           | Officier public                        |
| en cours en 1825                         |                               | Ambroise Pruvot      |           |                                        |
| en cours en 1885 et 1901                 |                               | Constant Lemire      |           |                                        |
| en cours 1908                            |                               | Arthur Pruvost       |           |                                        |
| Les données manquantes sont à compléter. |                               |                      |           |                                        |
| 1995                                     | 2004                          | Guy Vimier           |           | Agriculteur                            |
| 2004                                     | 2014                          | Sadia Cavillon       |           |                                        |
| 2014                                     | mai 2020                      | Sébastien Normand    |           | Chef d'entreprise de transport routier |
| mai 2020                                 | En cours (au 26 juillet 2021) | Julien Lefebvre      |           | Cadre chez La Poste                    |

## Population et société

### Démographie
L'évolution du nombre d'habitants est connue à travers les recensements de la population effectués dans la commune depuis 1793. Pour les communes de moins de 10 000 habitants, une enquête de recensement portant sur toute la population est réalisée tous les cinq ans, les populations de référence des années intermédiaires étant quant à elles estimées par interpolation ou extrapolation. Pour la commune, le premier recensement exhaustif entrant dans le cadre du nouveau dispositif a été réalisé en 2005.

En 2022, la commune comptait 205 habitants, en évolution de −8,07 % par rapport à 2016 (Somme : −1,26 %, France hors Mayotte : +2,11 %).
| 1793 | 1800 | 1806 | 1821 | 1831 | 1836 | 1841 | 1846 | 1851 |
| ---- | ---- | ---- | ---- | ---- | ---- | ---- | ---- | ---- |
| 222  | 240  | 261  | 242  | 292  | 279  | 282  | 295  | 293  |

| 1856 | 1861 | 1866 | 1872 | 1876 | 1881 | 1886 | 1891 | 1896 |
| ---- | ---- | ---- | ---- | ---- | ---- | ---- | ---- | ---- |
| 268  | 261  | 261  | 262  | 274  | 268  | 266  | 254  | 240  |

| 1901 | 1906 | 1911 | 1921 | 1926 | 1931 | 1936 | 1946 | 1954 |
| ---- | ---- | ---- | ---- | ---- | ---- | ---- | ---- | ---- |
| 227  | 222  | 214  | 175  | 194  | 184  | 174  | 164  | 161  |

| 1962 | 1968 | 1975 | 1982 | 1990 | 1999 | 2005 | 2006 | 2010 |
| ---- | ---- | ---- | ---- | ---- | ---- | ---- | ---- | ---- |
| 163  | 159  | 152  | 128  | 109  | 113  | 166  | 170  | 228  |

| 2015 | 2020 | 2022 | - | - | - | - | - | - |
| ---- | ---- | ---- | - | - | - | - | - | - |
| 226  | 210  | 205  | - | - | - | - | - | - |

## Équipements et services publics

### Enseignement
Les communes de Saint-Maxent, Tours-en-Vimeu et Grébault-Mesnil sont associées au sein d'un regroupement pédagogique intercommunal pour la gestion de leurs écoles primaires.
La commune scolarise 26 élèves pour l'année scolaire 2016-2017. L'école est située en zone B, dans l'académie d'Amiens.
En 2024 et 2025, les écoliers du regroupement remportent le titre de champion des Olympiades du pôle échecs de la communauté de communes du Vimeu (928 élèves en 2025).
À la rentrée scolaire 2025, l'école de Martainneville rejoint le regroupement pédagogique formé par Saint-Maxent, Tours et Grébault-Mesnil. Une classe est maintenue dans le village de Martainneville.

## Culture locale et patrimoine

### Lieux et monuments
- Église Saint-Grégoire, du XVIe siècle. Elle est édifiée sur un soubassement en damier de silex taillés, brique et grès. Ses murs sont constitués de moellons de craie locale. Le chœur est moins élevé que la nef qui suit un plan strictement rectangulaire. L'ensemble est couvert d'ardoise, contreforté en brique et pierre. Le clocher est muni d'une fine flèche et équipé d'abat-sons.
- Chapelle à la Vierge au serpent dans une niche ogivale, au fronton en « chapeau de gendarme ».
- Chapelle Notre-Dame-de-Lourdes à Onicourt. Bénie en août 1893, à la mémoire d'un prêtre décédé à l'âge de 25 ans, un an après son ordination[32].

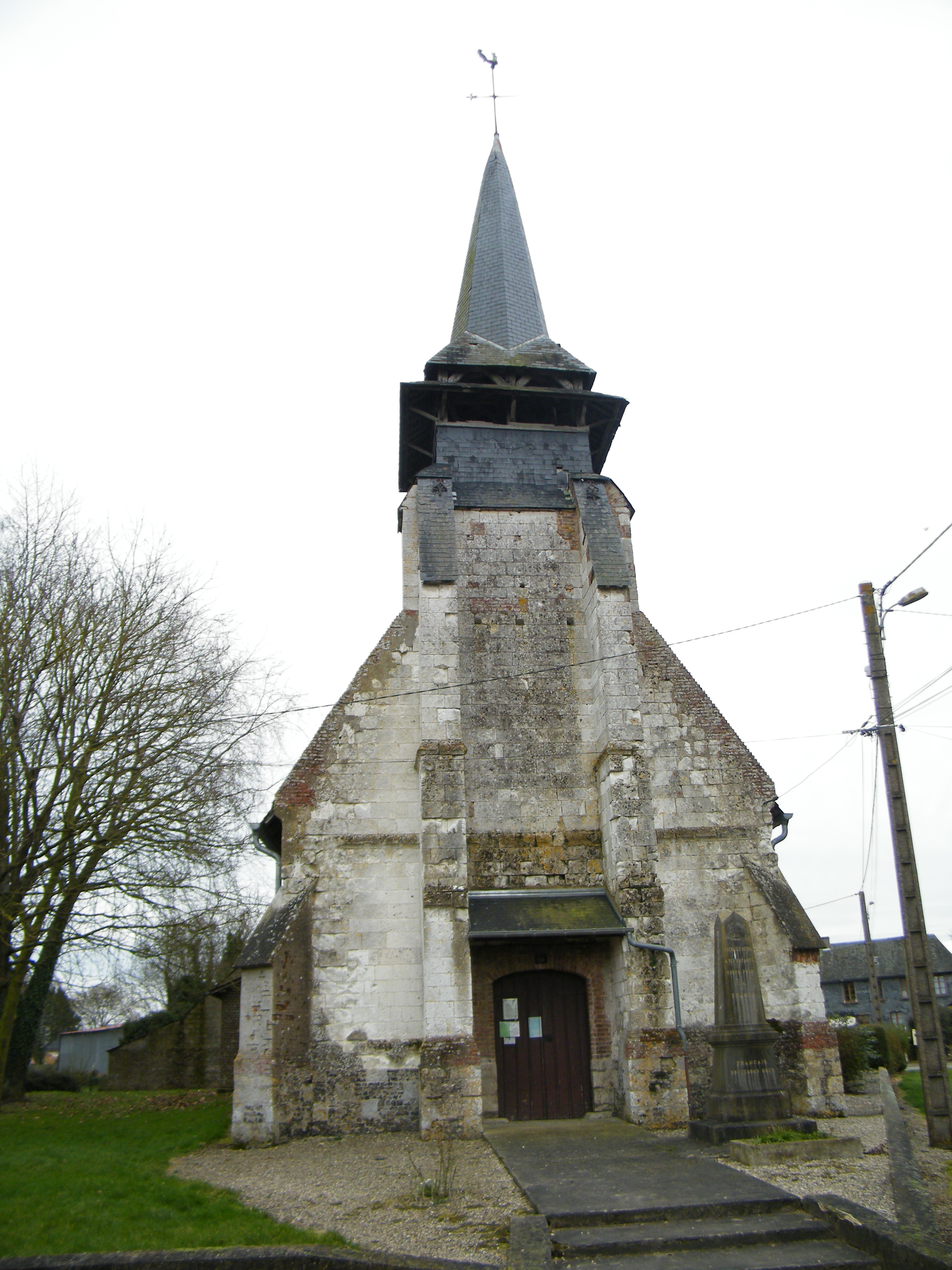
Façade de l'église Saint-Grégoire.
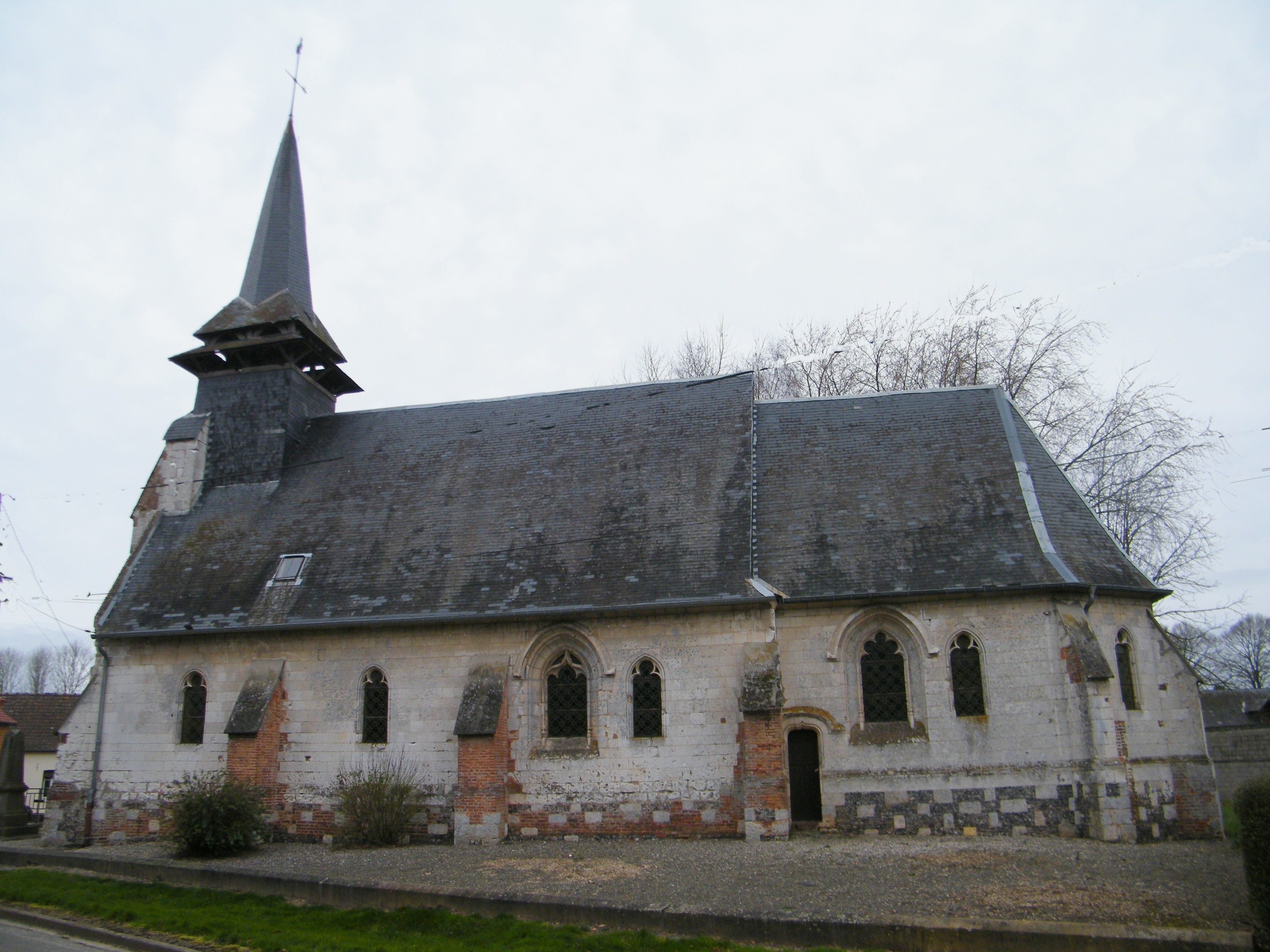
Église Saint-Grégoire.
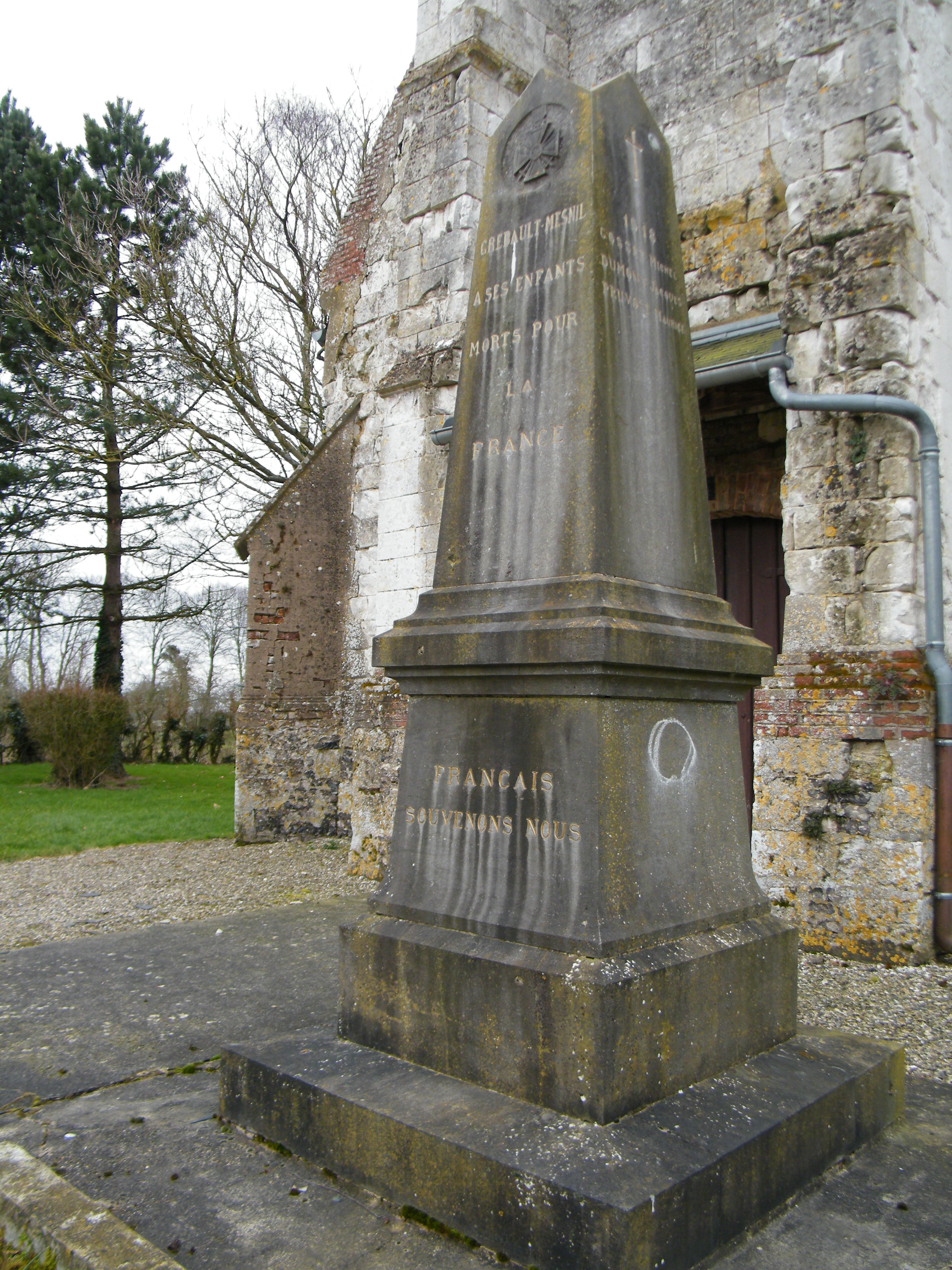
Monument aux morts pour la patrie.
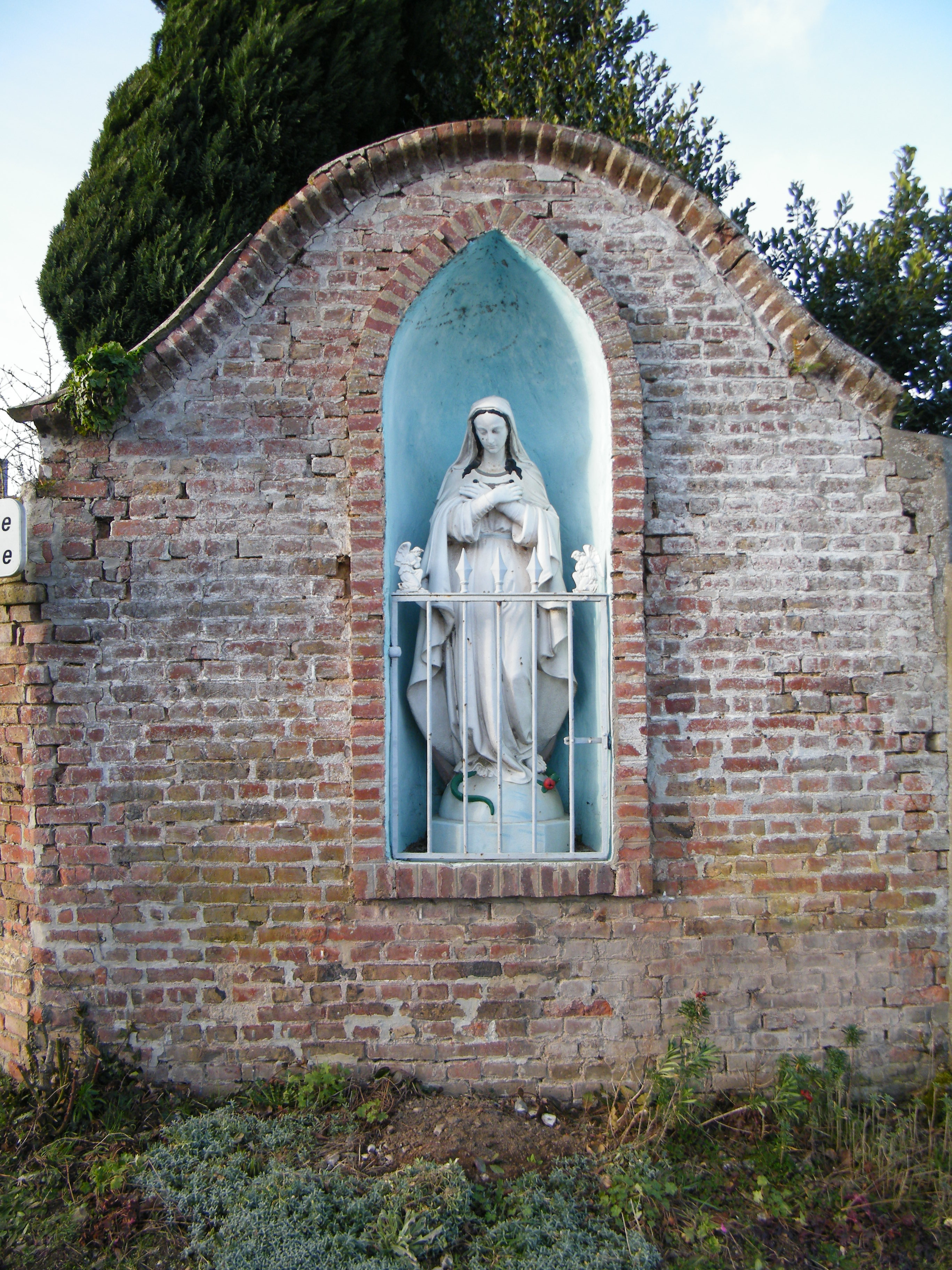
Chapelle dans le village.
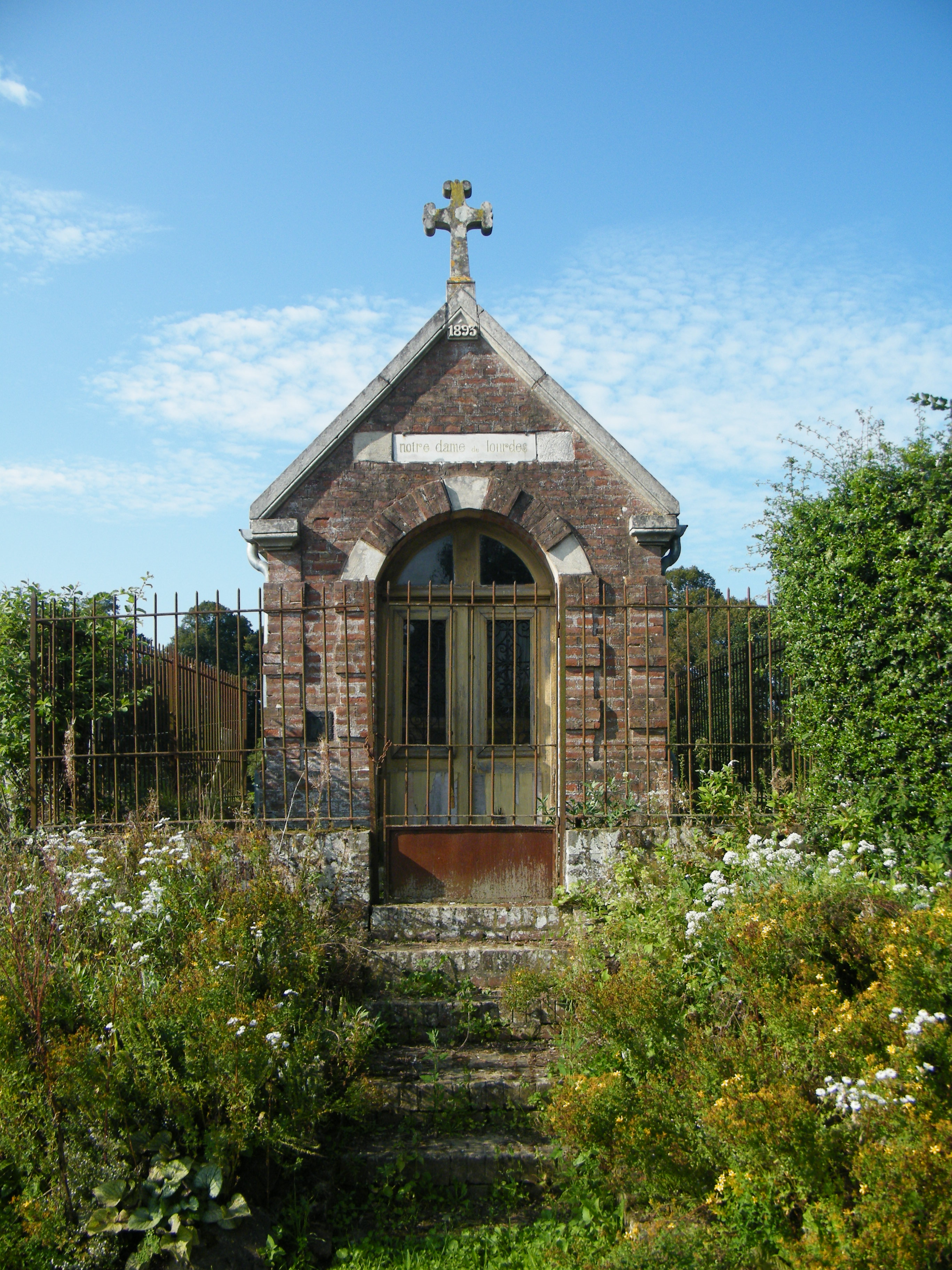
Chapelle d'Onicourt.
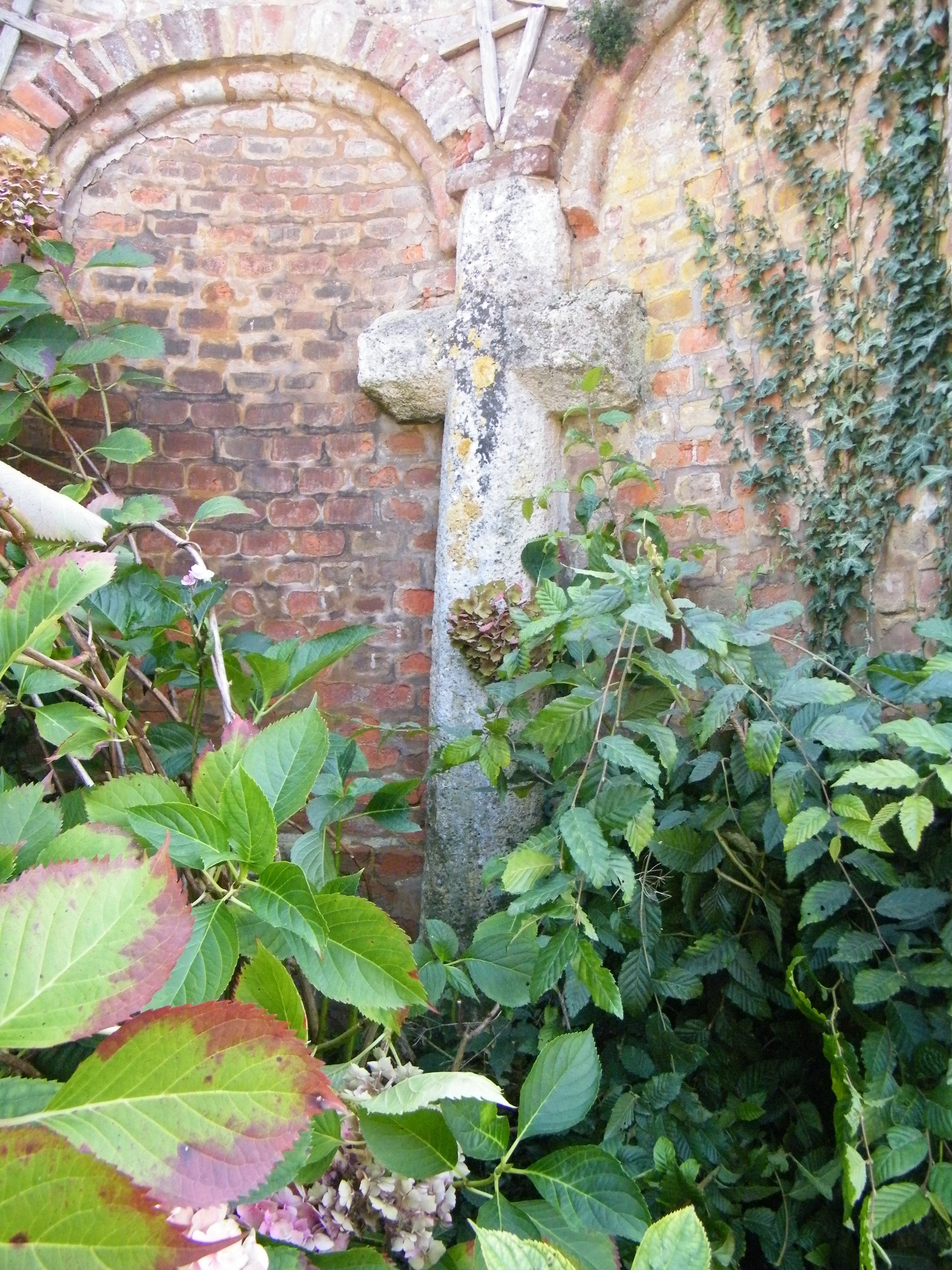
Croix de pierre d'Onicourt.

### Personnalités liées à la commune
- Émile Warré. L'abbé Éloi François Émile Warré est né le 9 mars 1867 à Grébault-Mesnil. Prêtre du diocèse d'Amiens, il est surtout connu pour ses travaux sur l'apiculture.
- Paul Flandre (Grébault-Mesnil 1898 - Provins 1978), commandant du Groupe d'escadron de réparation (GER XV) de la 2e DB, Compagnon de la Libération.

Seigneurs du village[réf. nécessaire]
- En 1226, le seigneur est Jehan de Grébert-Mesnil, chevalier dont le frère Hugues est abbé de Centule (Saint-Riquier). 
Cette lignée est probablement à l'origine de la famille Grebmesnil d'Abbeville et serait issue de l'antique maison de Grébert du Cambrésis. Voir Aegido de Greberto.
À la fin du XIIIe siècle, la seigneurie passe par mariage à Aléaume de Brimeu ; son héritière la fera passer dans la noble famille Boutery pendant environ un siècle.
- Vers 1415, Jeanne Boutery en hérite et épouse Jean de Caumont, écuyer.
- En 1460, Jeanne de Caumont est l'épouse de Pierre de Haucourt, écuyer.
- En 1498, le seigneur est Jean de Haucourt, chevalier et capitaine du château d'Abbeville.
- Son héritier et descendant direct est Jean de Tœufles, chevalier et capitaine du château de Montreuil.
- En 1625, le seigneur est Jean de Grouches, baron de Chépy.
- En 1650, on cite Augustin de Grouches, marquis de Gribeauval comme seigneur de Grébault-Mesnil.
- En 1689, Nicolas de Grouches, marquis de Chépy, maréchal de camp et Grand-croix de Saint-Louis.

### Héraldique
| Blason de Grébault-Mesnil | Blason  | D'argent à la fasce de gueules, accompagnée en chef de deux flammes du même et en pointe d'un lion de sable.                                  |
| Blason de Grébault-Mesnil | Détails | La commune a repris le blason de la famille De Grébaumesnil, seigneur du lieu. Utilisé par la commune, le statut officiel reste à déterminer. |